# Сумін (Володавський повіт)
Сумін (пол. Sumin) — село в Польщі, у гміні Уршулін Володавського повіту Люблінського воєводства.
Населення — 68 осіб (2011).
У 1975-1998 роках село належало до Холмського воєводства.

## Демографія
Демографічна структура станом на 31 березня 2011 року:
|          | Загалом | Допрацездатний вік | Працездатний вік | Постпрацездатний вік |
| -------- | ------- | ------------------ | ---------------- | -------------------- |
| Чоловіки | 32      | 9                  | 17               | 6                    |
| Жінки    | 36      | 6                  | 14               | 16                   |
| Разом    | 68      | 15                 | 31               | 22                   |